# Gare de Ceintrey
La gare de Ceintrey est une gare ferroviaire française, fermée, de la ligne de Jarville-la-Malgrange à Mirecourt située sur le territoire de la commune de Ceintrey dans le département de Meurthe-et-Moselle, en région Grand Est.
Halte Société nationale des chemins de fer français (SNCF), sans desserte, le trafic voyageurs est suspendu depuis décembre 2016.

## Situation ferroviaire
Établie à 233 mètres d'altitude, la gare de Ceintrey est située au point kilométrique (PK) 20,613 de la ligne de Jarville-la-Malgrange à Mirecourt, entre les gares, également fermées, de Pulligny - Autrey et de Tantonville, s'intercale la halte fermée de  Clérey - Omelmont.

## Histoire
Le 18 décembre 2016, la gare de Ceintrey est fermée au service des voyageurs du fait de la suspension de ce service, entre Pont-Saint-Vincent et Vittel. La raison invoquée, par la SNCF : « des soucis de vétusté de la ligne avec des travaux colossaux à réaliser sur les voies. Une réhabilitation évaluée à cent millions d'euros ».

## Service des voyageurs
Halte fermée, le trafic voyageurs est suspendu depuis décembre 2016.

## Patrimoine ferroviaire
Le bâtiment voyageurs, qui existe toujours, emploie une disposition atypique avec un plan en L à 45° de la voie. Deux bâtiments en tous points identiques furent bâtis à Linthes et Saint-Quentin-le-Verger sur la ligne de Oiry - Mareuil à Romilly-sur-Seine.